# Prokelisia marginata
Prokelisia marginata är en insektsart som beskrevs av Van Duzee 1897. Prokelisia marginata ingår i släktet Prokelisia och familjen sporrstritar. Inga underarter finns listade i Catalogue of Life.